# 背面刺尾魚
背面刺尾魚，為輻鰭魚綱鱸形目刺尾魚亞目刺尾魚科的其中一個種，分布於中東太平洋的馬克薩群島，棲息深度4-15公尺，於1999年由美國魚類學家 John Ernest Randall 和 John L. Earle首次正式描述，其模式產地為馬克薩斯群島努庫希瓦Marquisienne灣南端的一個點，本魚體呈橢圓形且側扁，體顏色是棕色，鰓縫上端有一個細長的橙色斑點，其後部被藍色帶包圍，延伸到胸鰭之外。背鰭和臀鰭的基部都有一條不明顯的橙色線，背鰭的軟條部分有3條深色水平帶，而臀鰭有藍色邊緣，尾鰭呈淺黃色，後部有一條寬的黑色帶，當到達葉的絲狀部分時，該帶變窄。幼魚呈黃色，背鰭和臀鰭邊緣呈藍色，背鰭硬棘9枚、背鰭軟條24-25枚、臀鰭硬棘3枚、臀鰭軟條23-24枚，體長可達21.6公分，棲息在海灣淺水處，生活習性不明。

## 擴展閱讀
維基物種上的相關：背面刺尾魚